# ويليام إف. كاسيدي
ويليام إف. كاسيدي (بالإنجليزية: William F. Cassidy)‏ هو عسكري أمريكي، ولد في 28 أغسطس 1908 في Fort Davis, Alaska ‏ في الولايات المتحدة، وتوفي في 31 مارس 2002.